# حبلة (تشريح عصبي)
الحبلة (بالإنجليزية: funiculus)‏ في التشريح العصبي هي حزمة مكونة من واحد أو أكثر من الحزم عصبية صغيرة.